# Toxicocalamus
Toxicocalamus es un género de serpientes venenosas de la familia Elapidae que se distribuyen por Nueva Guinea e islas adyacentes y los archipiélagos de Entrecasteaux, Woodlark y las Luisiadas.

## Especies
Se reconocen las 12 siguientes según The Reptile Database:
- Toxicocalamus buergersi (Sternfeld, 1913)
- Toxicocalamus ernstmayri O'Shea, Parker & Kaiser, 2015
- Toxicocalamus grandis (Boulenger, 1914)
- Toxicocalamus holopelturus McDowell, 1969
- Toxicocalamus longissimus Boulenger, 1896
- Toxicocalamus loriae (Boulenger, 1898)
- Toxicocalamus mintoni Kraus, 2009
- Toxicocalamus misimae McDowell, 1969
- Toxicocalamus pachysomus Kraus, 2009
- Toxicocalamus preussi (Sternfeld, 1913)
- Toxicocalamus spilolepidotus McDowell, 1969
- Toxicocalamus stanleyanus Boulenger, 1903